# Прорив дамби Патель
Гребля Патель у Кенії на території Великої рифтової долини була прорвана через зливи 9 травня 2018 року. Загинули щонайменше 48 людей.
Потоки води і бруду знищили і затопили сотні будинків на відстані двох кілометрів від водосховища. Як зазначається, без даху над головою залишилися близько 2 тисяч осіб, 40 людей вдалося врятувати. За даними BBC News, очевидці заявляли про гучний акустичний удар перед тим, як вода хлинула на будинки. Гребля Патель — одна з трьох, що належать великому місцевому фермерському господарству. Вважається, що дамбу зруйнувала надмірна кількість води, що накопичилася після проливних дощів.